# Las costumbres de Camboya

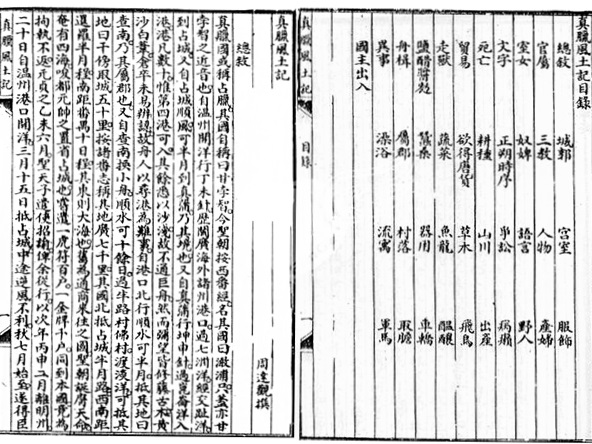
Las costumbres de Camboya por Zhou Daguan

Las costumbres de Camboya (en chino tradicional, 真臘風土記; pinyin, Zhēnlà Fēngtǔ Jì), también traducido como Un registro de Camboya: la tierra y su pueblo, es un libro escrito por Zhou Daguan, enviado chino de la dinastía Yuan que vivió en Angkor entre 1296 y 1297. El libro de Zhou reviste una gran importancia histórica, ya que es el único registro escrito en primera persona sobre la vida cotidiana en el imperio jemer que sobrevive. La única otra fuente de información escrita disponible corresponde a las inscripciones escritas en las paredes de algunos templos.

## Obra original china
El libro es un relato de Camboya realizada por Zhou Daguan, quién visitó el país formando parte de una delegación diplomática oficial enviada por Timur Khan en 1296 para entregar un edicto imperial. Se tienen dudas respecto a cuándo fue completado, pero fue escrito dentro de los quince años del regreso de Zhou a China en 1297. Con todo, se cree que la obra que sobrevive hoy es una versión truncada, quizás representando sólo alrededor de un tercio del tamaño original del libro.  Un bibliófilo del siglo XVII, Qian Zeng (錢曾), notó la existencia de dos versiones de la obra, una edición de la dinastía Yuan, y otra incluida en una antología de la dinastía Ming llamada Mar de Historias Viejas y Nuevas (古今说海, Gu jin shuo hai). La versión Ming fue descrita como "confusa y desordenada, con seis o siete décimas partes faltantes, apenas constituyendo un libro". El original de la dinastía Yuan ya no existe, y las versiones sobrevivientes parecen estar basadas en gran medida en la versión truncada de la dinastía Ming.
Los textos del libro fueron recogidos en varias otras antologías. Aparecen extractos suyos en una larga recopilación conocida como Fronteras de Historias  (说郛, Shuo fu) compilada al final de la dinastía Yuan, y una segunda versión publicada hacia inicios de la dinastía Qing. El texto truncado también aparece en Viejas y Nuevas Historias Perdidas (古今逸史, Gu jin yi shi) de la dinastía Ming, cuyo texto fue utilizado en otras colecciones. Importantes versiones chinas modernas del libro es una edición comentada, compilada por el arqueólogo Xia Nai a partir de variantes del texto encontradas en 13 ediciones distintas, completado en 1980 y publicado en 2000.
El trabajo está escrito en chino clásico, aunque ocasionalmente hay palabras y estructuras de oraciones que parecen ser una influencia del dialecto de Wenzhou en la forma de escribir de Zhou.

## Traducciones

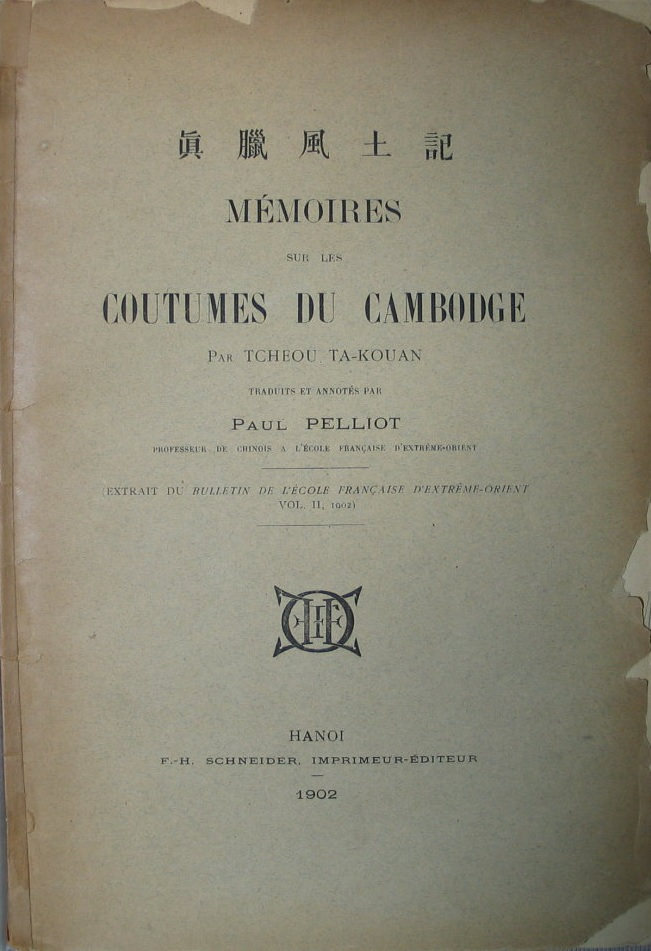
Portada de una edición de 1902 de la traducción de Paul Pelliot Mémoires sur les coutumes du Cambodge de Tcheou Ta-Kouan

Los registros de Zhou fueron primero traducidos al francés en 1819 por Jean-Pierre Abel-Rémusat, pero sin mucho impacto. Fue entonces retraducido al francés por Paul Pelliot en 1902, traducción luego revisada parcialmente por Pelliot y republicada de manera póstuma en 1951. Sin embargo, Pelliot falleció antes de poder finalizar las notas completas  había planeado para la obra de Zhou. La traducción de Pelliot es altamente considerada y  forme la base de muchas traducciones posteriores a otras lenguas, por ejemplo al inglés por parte de John Gilman d'Arcy Paul en 1967 y por Michael Smithies en 2001.
En 2007, el sinolingüista Peter Harris, del Centro Nueva Zelanda para los Estudios Estratégicos, completó la primera traducción directa de chino a inglés moderno, corrigiendo muchos errores en versiones inglesas traducidas anteriormente, bajo el nuevo título A Record of Cambodia: the Land and Its People. Harris trabajó en Camboya durante muchos años e incluyó fotografías modernas y mapas directamente relacionados con el registro original de Zhou.

## Contenido
El libro da descripciones de Yasodharapura, la ciudad capital en el centro de Angkor, y la cotidianeidad y protocolos en palacio.  También describe varias costumbres y prácticas religiosas, el rol de las mujeres y los esclavos, el comercio y la vida urbana, la agricultura, los chinos en Camboya, y otros aspectos de la sociedad en Angkor. También incluye descripciones de la flora y fauna de la región, costumbres alimentarias, así como narraciones inusuales.
Las descripciones en el libro son consideradas generalmente como cuidadosas, pero  hay también equivocaciones: por ejemplo, los devotos hinduistas locales fueron erróneamente descritos por Zhou en conceptos chinos como confucianos o taoístas, y las medidas de longitud y distancia utilizadas son a menudo inexactas.
Sobre el Palacio Real:

Todos los edificios oficiales y las casas de la aristocracia, incluido el Palacio Real, miran hacia el este. El Palacio Real se encuentra al norte de la Torre Dorada y el Puente de Oro: tiene una milla y media de circunferencia. Los azulejos de la vivienda principal son de plomo. Otras viviendas están cubiertas con azulejos de cerámica de color amarillo. Budas tallados o pintados decoran todas las inmensas columnas y dinteles. Los techos son impresionantes también. Corredores abiertos y largas columnatas, dispuestas en patrones armoniosos, se extienden por todos lados.

Sobre la procesión real de Indravarman III:

Cuando el rey sale, las tropas están a la cabeza de [su] escolta; luego vienen banderas, estandartes y música. Las mujeres del palacio, de trescientas a quinientas, vestidas con un paño floreado, con flores en el pelo, sostienen velas en sus manos y forman una compañía. Incluso a plena luz del día, las velas están encendidas. Luego vienen otras mujeres del palacio, con parafernalia real hecha de oro y plata ... Luego vienen las mujeres del palacio que llevan lanzas y escudos, con los guardias privados del rey. Carros tirados por cabras y caballos, todos en oro, vienen a continuación. Ministros y príncipes están montados en elefantes, y delante de ellos se pueden ver, desde lejos, sus innumerables quitasoles rojos. Después de ellos vienen las esposas y concubinas del rey, en palanquines, carruajes, a caballo y en elefantes. Tienen más de cien sombrillas, salpicadas de oro. Detrás de ellos viene el soberano, parado sobre un elefante, sosteniendo su espada sagrada en la mano. Los colmillos de los elefantes están recubiertos de oro.

Sobre las mujeres de Angkor:

Los lugareños que saben comerciar son todas mujeres. Entonces, cuando un chino venga a este país, lo primero que debe hacer es tomar una mujer, en parte con miras a sacar provecho de sus habilidades comerciales.